# Festival da Canção 2023
La cinquantasettesima edizione del Festival da Canção si è tenuta dal 25 febbraio all'11 marzo 2023 presso il centro televisivo di RTP e ha selezionato il rappresentante del Portogallo all'Eurovision Song Contest 2023 a Liverpool.
La vincitrice è stata Mimicat con Ai coração.

## Organizzazione
L'emittente portoghese Rádio e Televisão de Portugal (RTP) ha confermato la partecipazione del Portogallo all'Eurovision Song Contest 2023 il 2 settembre 2022, annunciando inoltre l'organizzazione della 57ª edizione del Festival da Canção per selezionare il proprio rappresentante; dal medesimo giorno l'emittente ha inoltre dato la possibilità agli aspiranti autori di inviare i propri brani entro il successivo 21 ottobre, con la condizione che fossero cittadini o residenti permanenti in Portogallo.
L'evento si è svolto in tre serate a partire dal 25 febbraio 2023 presso gli studi televisivi di RTP nella capitale portoghese. In ciascuna delle due semifinali, 10 partecipanti si sono contesi 6 posti per la finale, di cui due selezionati esclusivamente dal televoto, per un totale di 12 finalisti. Il voto combinato di giuria e pubblico ha decretato tutti i risultati.

### Giuria
La giuria delle semifinali è stata composta da:
- Alex D'Alva, cantante:
- Carlos Mendes, cantante e rappresentante del Portogallo all'Eurovision Song Contest 1968 e 1972;
- Márcia, cantante;
- Maro, cantante e rappresentante del Portogallo all'Eurovision Song Contest 2022;
- Neev, cantante;
- Pedro Ribeiro, conduttore televisivo e radiofonico;
- Sara Correia, cantante.

## Partecipanti
Il 9 novembre 2022 RTP ha pubblicato la lista dei compositori delle venti canzoni. Gli autori di quindici dei venti brani partecipanti sono stati invitati direttamente dall'emittente, mentre quelli dei cinque rimanenti sono stati scelti fra 667 proposte ricevute. La lista degli interpreti e dei relativi brani è stata annunciata dall'emittente il 19 gennaio 2023.
| Artista                      | Brano               | Lingua     | Autori |
| ---------------------------- | ------------------- | ---------- | --- |
| April Ivy                    | Modo voo            | Portoghese | Mariana Gonçalves, João Maia Ferreira, Francisco Santos, Manuel Morgado, Ricardo Moreira, Matheus Paraízo, Francisco Andrade |
| Bandua                       | Bandeiras           | Portoghese | Bernardo Adário, Edgar Valente                                                                                               |
| Bárbara Tinoco               | Goodnight           | Inglese    | Bárbara Tinoco, Mateus Seabra                                                                                                |
| Bolha                        | Sonhos de liberdade | Portoghese | Jacinta, Joana Gil |
| Churky                       | Encruzilhada        | Portoghese | Churky |
| Cláudia Pascoal              | Nasci Maria         | Portoghese | Cláudia Pascoal |
| Dapunksportif                | World Needs Therapy | Inglese    | João Guincho, Paulo Franco                                                                                                   |
| Edmundo Inácio               | A festa             | Portoghese | Edmundo Inácio |
| Esse Povo                    | Sapatos de cimento  | Portoghese | Quim Albergaria |
| Inês Apenas                  | Fim do mundo        | Portoghese | Inês Apenas |
| Ivandro                      | Povo                | Portoghese | Ivandro |
| Lara Li                      | Funâmbula           | Portoghese | André Henriques |
| Mimicat                      | Ai coração          | Portoghese | Marisa Mena, Luís Pereira |
| Moyah                        | Too Much Sauce      | Inglese    | Moyah, Kensaye, Miguel Gutierrez                                                                                             |
| Neon Soho                    | Endless World       | Inglese    | Neon Soho |
| SAL                          | Viver               | Portoghese | Sérgio Pires, SAL |
| Teresinha Landeiro           | Enquanto é tempo    | Portoghese | Pedro de Castro, Teresinha Landeiro                                                                                          |
| The Happy Mess               | O impossível        | Portoghese | João Pascoal, Afonso Carvalho, Miguel Ribeiro, Paulo Mouta Pereira, Bruno Vieira Amaral                                      |
| Voodoo Marmalade             | Tormento            | Portoghese | Voodoo Marmalade |
| You Can't Win, Charlie Brown | Contraste mudo      | Portoghese | Afonso Cabral, David Santos, João Gil, Pedro Branco, Salvador Menezes, Tomás Sousa                                           |

## Semifinali
Le semifinali si sono svolte in due serate, il 25 febbraio e il 4 marzo 2023, e hanno visto competere 10 partecipanti ciascuna per i sei posti ciascuna destinati alla finale. La divisione delle semifinali è stata resa nota il 19 gennaio 2023, in concomitanza con l'annuncio dei partecipanti. Il voto è stato suddiviso in due round: il voto combinato del pubblico e della giuria d'esperti ha selezionato cinque brani che hanno avuto accesso direttamente in finale, mentre nel secondo il voto, a cui ha partecipato il solo pubblico, ha selezionato un ulteriore finalista tra i cinque esclusi.

### Prima semifinale
La prima semifinale si è tenuta il 25 febbraio 2023 presso il centro televisivo RTP di Lisbona ed è stata presentata da José Carlos Malato e Tânia Ribas de Oliveira. L'ordine d'esibizione è stato reso noto l'11 febbraio 2023.
Ad accedere alla finale sono stati Churky, Cláudia Pascoal, SAL, Mimicat, i You Can't Win, Charlie Brown e i Neon Soho. Durante la semifinale RTP ha assegnato un posto in finale ai Esse Povo, in seguito a vari problemi tecnici riscontrati con la rispettiva linea di televoto che ha impedito una votazione equa nei loro confronti.
     Qualificato dal primo round di voto della giuria e televoto
     Qualificato dal secondo round di solo televoto
| #  | Artista                      | Brano               | Primo round | Primo round | Primo round | Primo round | Secondo round | Secondo round |
| #  | Artista                      | Brano               | Giuria      | Televoto    | Totale      | Posizione   | Televoto      | Posizione     |
| -- | ---------------------------- | ------------------- | ----------- | ----------- | ----------- | ----------- | ------------- | ------------- |
| 1  | Moyah                        | Too Much Sauce      | 3           | 2           | 5           | 8           | 10,32%        | 4             |
| 2  | Bolha                        | Sonhos de liberdade | 2           | 4           | 6           | 7           | 17,30%        | 2             |
| 3  | April Ivy                    | Modo voo            | 1           | 3           | 4           | 9           | 16,80%        | 3             |
| 4  | Churky                       | Encruzilhada        | 5           | 10          | 15          | 5           | —             | —             |
| 5  | Cláudia Pascoal              | Nasci Maria         | 12          | 8           | 20          | 1           | —             | —             |
| 6  | SAL                          | Viver               | 8           | 7           | 15          | 4           | —             | —             |
| 7  | Mimicat                      | Ai coração          | 7           | 12          | 19          | 2           | —             | —             |
| 8  | You Can't Win, Charlie Brown | Contraste mudo      | 10          | 5           | 15          | 3           | —             | —             |
| 9  | Neon Soho                    | Endless World       | 6           | 6           | 12          | 6           | 55,58%        | 1             |
| 10 | Esse Povo                    | Sapatos de cimento  | 4           | —           | —           | —           | —             | —             |

### Seconda semifinale
La seconda semifinale si è tenuta il 4 marzo 2023 presso il centro televisivo RTP di Lisbona ed è stata presentata da Jorge Gabriel e Sónia Araújo. L'ordine d'esibizione è stato reso noto l'11 febbraio 2023.
Ad accedere alla finale sono stati Edmundo Inácio, Bárbara Tinoco, Inês Apenas, Ivandro, i Voodoo Marmalade e i Dapunksportif.
     Qualificato dal primo round di voto della giuria e televoto
     Qualificato dal secondo round di solo televoto
| #  | Artista            | Brano               | Primo round | Primo round | Primo round | Primo round | Secondo round | Secondo round |
| #  | Artista            | Brano               | Giuria      | Televoto    | Totale      | Posizione   | Televoto      | Posizione     |
| -- | ------------------ | ------------------- | ----------- | ----------- | ----------- | ----------- | ------------- | ------------- |
| 1  | Edmundo Inácio     | A festa             | 10          | 7           | 17          | 1           | —             | —             |
| 2  | The Happy Mess     | O impossível        | 3           | 6           | 9           | 8           | 15,56%        | 5             |
| 3  | Teresinha Landeiro | Enquanto é tempo    | 7           | 5           | 12          | 7           | 18,70%        | 4             |
| 4  | Bandua             | Bandeiras           | 4           | 3           | 7           | 9           | 19,10%        | 3             |
| 5  | Bárbara Tinoco     | Goodnight           | 12          | 1           | 13          | 4           | —             | —             |
| 6  | Inês Apenas        | Fim do mundo        | 6           | 8           | 14          | 3           | —             | —             |
| 7  | Ivandro            | Povo                | 8           | 4           | 12          | 5           | —             | —             |
| 8  | Dapunksportif      | World Needs Therapy | 2           | 10          | 12          | 6           | 26,83%        | 1             |
| 9  | Lara Li            | Funâmbula           | 1           | 2           | 3           | 10          | 19,81%        | 2             |
| 10 | Voodoo Marmalade   | Tormento            | 5           | 12          | 17          | 2           | —             | —             |

## Finale
La finale dell'evento si è tenuta l'11 marzo 2023 presso gli studi televisivi di RTP a Lisbona ed è stata presentata da Filomena Cautela e Vasco Palemirim. Il voto della giuria, contrariamente alle semifinali, è stato suddiviso in sette giurie regionali.
Mimicat ed Edmundo Inácio hanno vinto il voto delle giurie regionali, conseguendo entrambi il medesimo punteggio, ma il voto del pubblico ha consegnato la vittoria a Mimicat.
| #  | Artista                      | Brano               | Punteggio | Punteggio | Punteggio | Posizione |
| #  | Artista                      | Brano               | Giuria    | Televoto  | Totale    | Posizione |
| -- | ---------------------------- | ------------------- | --------- | --------- | --------- | --------- |
| 1  | Cláudia Pascoal              | Nasci Maria         | 8         | 4         | 12        | 3         |
| 2  | Churky                       | Encruzilhada        | 0         | 5         | 5         | 9         |
| 3  | Esse Povo                    | Sapatos de cimento  | 4         | 0         | 4         | 11        |
| 4  | Bárbara Tinoco               | Goodnight           | 3         | 6         | 9         | 4         |
| 5  | You Can't Win, Charlie Brown | Contraste mudo      | 7         | 0         | 7         | 8         |
| 6  | Voodoo Marmalade             | Tormento            | 0         | 7         | 7         | 7         |
| 7  | Inês Apenas                  | Fim do mundo        | 2         | 1         | 3         | 13        |
| 8  | Mimicat                      | Ai coração          | 12        | 12        | 24        | 1         |
| 9  | Dapunksportif                | World Needs Therapy | 0         | 8         | 8         | 6         |
| 10 | Neon Soho                    | Endless World       | 5         | 0         | 5         | 10        |
| 11 | Ivandro                      | Povo                | 6         | 3         | 9         | 5         |
| 12 | Edmundo Inácio               | A festa             | 12        | 10        | 22        | 2         |
| 13 | SAL                          | Viver               | 1         | 2         | 3         | 12        |

| Brano               | Nord | Centro | Lisbona | Alentejo | Algarve | Madera | Azzorre | Totale |
| ------------------- | ---- | ------ | ------- | -------- | ------- | ------ | ------- | ------ |
| Nasci Maria         | 3    | 7      | 10      | 8        | 8       | 6      | 6       | 48     |
| Encruzilhada        |      |        |         | 2        | 2       | 1      |         | 5      |
| Sapatos de cimento  | 4    | 2      | 2       | 5        | 5       | 5      | 7       | 30     |
| Goodnight           | 2    | 5      | 5       | 7        | 6       | 2      |         | 27     |
| Contraste mudo      | 7    | 4      | 7       | 4        | 12      | 10     | 1       | 45     |
| Tormento            |      | 1      |         |          | 1       |        | 3       | 5      |
| Fim do mundo        | 6    | 3      | 6       | 1        | 7       | 3      |         | 26     |
| Ai coração          | 5    | 12     | 12      | 10       | 3       | 12     | 12      | 66     |
| World Needs Therapy |      |        |         |          |         |        | 2       | 2      |
| Endless World       | 10   | 8      | 3       | 3        | 4       |        | 5       | 33     |
| Povo                | 12   | 6      | 4       | 6        | 4       | 7      | 4       | 43     |
| A festa             | 8    | 10     | 8       | 12       | 10      | 8      | 10      | 66     |
| Viver               | 1    |        | 1       |          |         |        | 8       | 10     |

## Ascolti
| Puntata    | Messa in onda    | Telespettatori | Share  | Note   |
| ---------- | ---------------- | -------------- | ------ | ------ |
| Semifinali | 25 febbraio 2023 | 477 000        | 11,40% | [ 10 ] |
| Semifinali | 4 marzo 2023     | 505 000        | 12,90% | [ 11 ] |
| Finale     | 11 marzo 2023    | 560 000        | 15,40% | [ 12 ] |
| Media      | Media            | 514 000        | 13,20% |        |